# تابعین

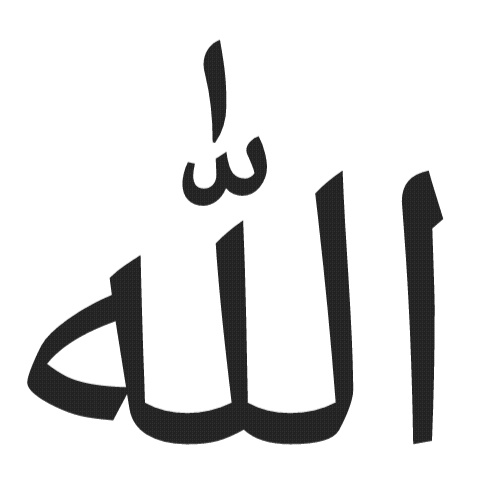
نماد تابعین

تابعین افرادی هستند که یک یا چند تن از صحابه را ملاقات کرده و به رسالت پیامبر اسلام ایمان داشته و با ایمان از دنیا رفته‌اند ولی پیامبر اسلام را ملاقات نکرده‌اند. تابعین اسم جمع است و مفرد آن «تابعی» است.

## استثنائات تابعین
کسانی که در زمان صحابه نفاق آن‌ها آشکار شده و نیز کسانی که بر اساس اعتقادات اهل سنت هدایت یافته نیستند (مانند خوارج)، جزو تابعین محسوب نمی‌شوند. کسانی که در زمان حیات صحابه، احکام و شریعت اسلام را رعایت نکرده‌اند و فسق آن‌ها آشکار شده‌است (مانند یزید پسر معاویه) نیز جزو تابعین به‌شمار نمی‌آیند.